# Ким Ин-сън
Кин Ин-сън (на корейски: 김인성) е южнокорейски футболист, полузащитник. От 2016 г. е футболист на Поханг Стийлърс в корейската Кей Лига. Титулярната му позиция е десен халф, но може да играе и като ляв полузащитник или краен защитник.

## Кариера
Ким започва кариерата си в университетския отбор на Сюнгонгванския университет. През 2011 г. подписва с тима от Корейската национална лига Канин Сити. Халфът помага на тиман да спечели промоция за втората по сила дивизия Кей Лига Чалъндж, като изиграва 23 мача и вкарва 4 гола.
В началото на 2012 г. по настояване на тогавашния спонсор на ЦСКА Москва Хюндай Сън е взет на проби от московските армейци. След добри игри за младежкия тим, е взет на лагер от първия тим. На 1 февруари 2012 г. подписва договор за 1 сезон в ЦСКА, с опция за удължаването му за още два сезона. Ким дебютира за ЦСКА в Премиер лигата в дербито срещу Зенит (Санкт Петербург), влизайки като резерва малко преди края на двубоя. Кореецът не успява да се наложи в тима и играе предимно за младежкия отбор. През сезон 2011/12 записва 11 мача за дублиращия тим, а през 2012/13 записва 15 двубоя и 1 мач в турнира за Купата на Русия. На 15 януари 2013 г. е освободен.
През 2013 г. преминава в тима на Съннам. Дебютира на 30 март с мач с тима на Даегу. Ким основно влиза като резерва и след края на сезона преминава в Чонбък Хюндай Моторс, за да получава повече игрова практика. В състава на Чонбък става шампион на Южна Корея през 2014 г. През 2015 г. Сън играе за Инчхон Юнайтед, с който достига финал в Купата на Южна Корея. От 2016 г. е футболист на Улсан Хюндай.
Футболният кумир на Ким е неговият сънародник Парк Джи-сун, а отборите, за които мечтае да играе са Реал Мадрид и Манчестър Юнайтед.

## Успехи
- Шампион на Южна Корея – 2014